# メーデイア (競走馬)
メーデイア (Medeia) とは日本の競走馬である。おもな勝ち鞍は2013年のTCK女王盃、マリーンカップ、スパーキングレディーカップ、レディスプレリュード、JBCレディスクラシック、2014年のTCK女王盃。馬名はギリシア神話に登場する王女メーデイアに由来する。

## 経歴

### 3歳（2011年）
デビュー戦は4月10日の阪神競馬場のダート1200mの3歳未勝利戦であったが、行き脚がつかず終始ちぐはぐなフォームのまま16着でゴール。勝ち馬から4.6秒差のタイムオーバーとなり放牧に出される。

しかし、休み明けのレースで3着と善戦すると、続く3戦目に2番手追走から楽に抜け出し5馬身差をつけ、未勝利戦のラストチャンスを圧勝で飾る。

続く昇級初戦の500万下も2着とした。

### 4歳（2012年）
4歳時は6戦3勝。勝つときは常に楽勝で、負けたのは2度の芝のレースと大外からハイペースの先行争いをしたレースであった。

### 5歳（2013年）

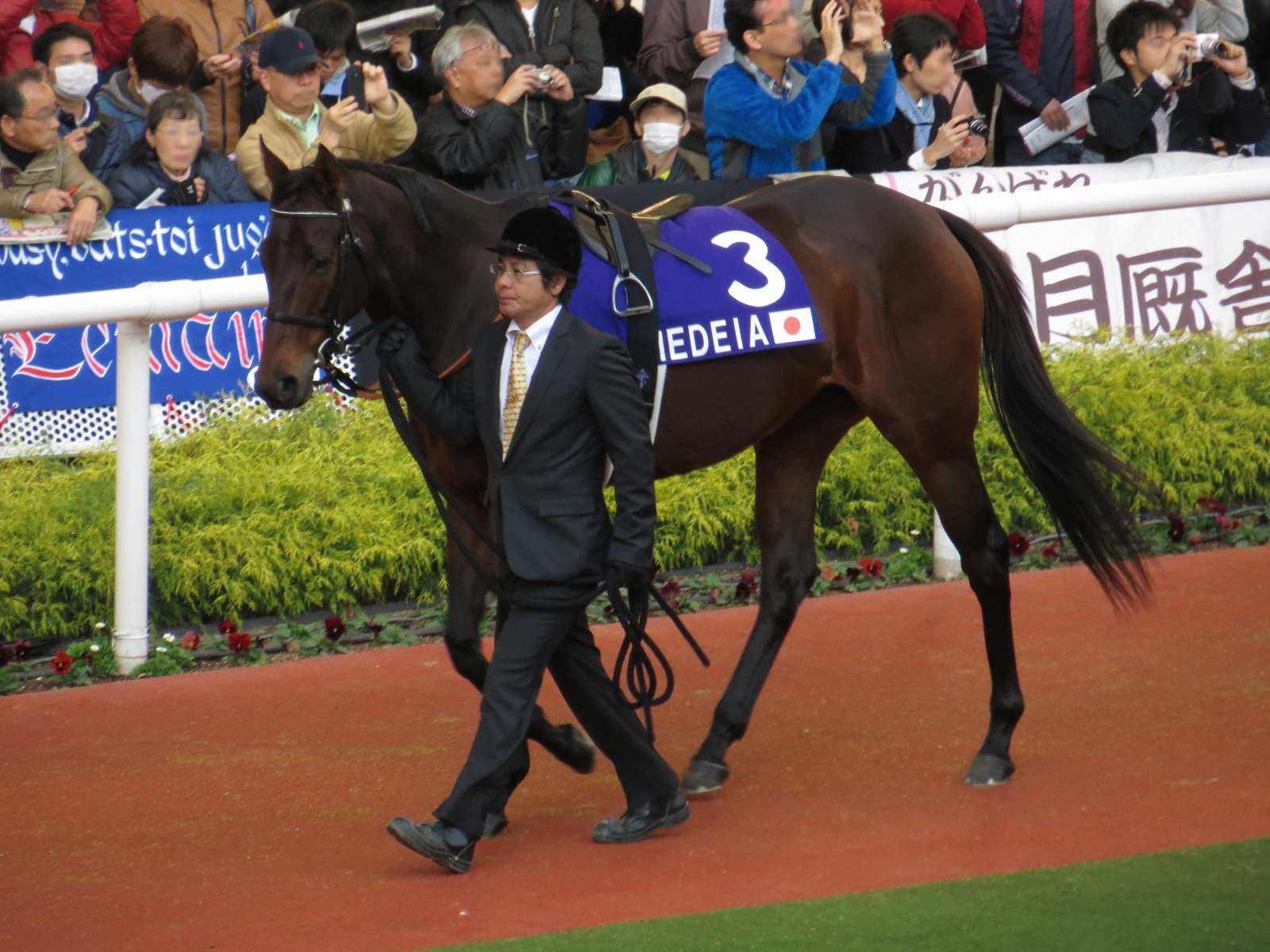
2013年ジャパンカップダート パドック

初夢ステークスでは直線で2番手から抜け出したところを2列目の内で脚を溜めていたタカオノボルに差し切られて2着となった。しかしレース中の3～4コーナーで右前脚の落鉄をしていた。

TCK女王盃では出遅れるも二の脚の速さで2番手を追走し、直線で楽に抜け出しラスト100mは抑えて5馬身差の圧勝を飾る。そのまま続戦をしていればエンプレス杯でミラクルレジェンドとの新旧女王対決となるはずであったが、実現することはなかった。

マリーンカップでは現役のダート古馬牝馬路線の一線級がほぼそろっていたが、先行して直線で抜け出し快勝した。

ダート牝馬の適鞍まで間隔が空く事もあり、ヴィクトリアマイルで再度芝挑戦をする事になる。レースではすんなり先行したものの、直線で一気に差されて17着に終わる。

再び牝馬ダート路線のスパーキングレディーカップに戻ると2番手から逃げるサマリーズをきっちり差し切って快勝した。

休養を挟んだレディスプレリュードでもやはり2番手から進み、3コーナーで早くも逃げるメビュースラブを抜き去る。直線では後方から来るアクティビューティらの脚色を計って追い出す着差以上の完勝であった。レース後のインタビューで浜中騎手はJBCレディスクラシックに向けて「当然の結果を求められる立場ですが、当然の結果を出したいと思います」と気を引き締めていた。

そして秋の目標に掲げていたJBCレディスクラシックでは単勝支持率75.7%の1.0倍という圧倒的支持を集めた。レースでは若干出遅れたものの、すぐに気合を付けて2番手につけた。3～4コーナーで逃げるキモンレッドを馬なりで交わすと最後は2着馬を確認しながら見事に1着でゴール。勝ち時計は1分33秒3のタイレコードであった。

### 6歳（2014年）
TCK女王盃ではいつも通り2番手から追走し、3コーナーから逃げるワイルドフラッパーと競り合う形となる。ラスト約100mでワイルドフラッパーを競り落とすと2馬身半差をつけ完勝した。これにより牝馬交流重賞を6戦全勝とし、そのまま引退する事が発表された。引退後は生まれ故郷である追分ファームで繁殖牝馬となる。

## 競走成績
| 競走日     | 競馬場 | 競走名                | 格       | 距離（馬場）  | 頭 数 | 枠 番 | 馬 番 | オッズ （人気） | 着順 | タイム （上り3F） | 着差 | 騎手       | 斤量  | 1着馬（2着馬）         |
| ---------- | ------ | --------------------- | -------- | ------------- | ----- | ----- | ----- | --------------- | ---- | ----------------- | ---- | ---------- | ----- | ---------------------- |
| 2011.4.10  | 阪神   | 3歳未勝利             |          | ダ1200m（重） | 16    | 4     | 8     | 24.0（8人）     | 16着 | 1:17.6 (37.3)     | -4.6 | 藤岡佑介   | 54kg  | ミヤビヘレネ           |
| 0000.8.27  | 小倉   | 3歳未勝利             |          | ダ1700m（良） | 16    | 6     | 11    | 6.7（3人）      | 03着 | 1:47.5 (38.5)     | -0.7 | 川須栄彦   | ☆53kg | ファーマペニー         |
| 0000.9.19  | 阪神   | 3歳未勝利             |          | ダ1800m（良） | 16    | 7     | 13    | 6.8（4人）      | 01着 | 1:53.2 (38.3)     | -0.8 | 川須栄彦   | ☆53kg | （レッドデセーオ）     |
| 0000.11.20 | 新潟   | 3歳上500万下          |          | ダ1800m（不） | 15    | 7     | 12    | 1.9（1人）      | 02着 | 1:52.2 (36.6)     | -0.0 | 川須栄彦   | 53kg  | ペパーミントラヴ       |
| 2012.2.26  | 阪神   | 3歳上500万下          |          | ダ1800m（稍） | 10    | 4     | 4     | 1.5（1人）      | 01着 | 1:53.9 (36.8)     | -1.0 | C.デムーロ | 54kg  | （ツヨイキモチ）       |
| 0000.3.10  | 阪神   | 3歳上1000万下         |          | ダ1800m（重） | 16    | 8     | 16    | 2.1（1人）      | 05着 | 1:53.2 (38.4)     | -0.7 | C.デムーロ | 55kg  | ペパーミントラヴ       |
| 0000.5.19  | 京都   | 御室特別              | 1000万下 | 芝2000m（良） | 8     | 3     | 3     | 7.7（4人）      | 03着 | 2:01.1 (33.4)     | -0.1 | 浜中俊     | 55kg  | クリスマスキャロル     |
| 0000.6.10  | 阪神   | 3歳上500万下          |          | 芝1800m（良） | 12    | 8     | 12    | 2.0（1人）      | 02着 | 1:48.4 (34.3)     | -0.1 | 川田将雅   | 55kg  | ゴールデングローブ     |
| 0000.6.23  | 阪神   | 3歳上500万下          |          | ダ1800m（良） | 16    | 3     | 5     | 1.6（1人）      | 01着 | 1:50.6 (37.7)     | -1.3 | 浜中俊     | 55kg  | （コウエイチャンス）   |
| 0000.12.8  | 阪神   | 3歳上1000万下         |          | ダ1800m（良） | 13    | 8     | 12    | 2.2（1人）      | 01着 | 1:53.3 (37.3)     | -0.3 | 浜中俊     | 55kg  | （ツルマルスピリット） |
| 2013.1.6   | 京都   | 初夢S                 | 1600万下 | ダ1800m（良） | 16    | 3     | 6     | 5.1（3人）      | 02着 | 1:51.0 (36.7)     | -0.2 | 浜中俊     | 55kg  | タカオノボル           |
| 0000.1.23  | 大井   | TCK女王盃             | JpnIII   | ダ1800m（重） | 14    | 6     | 10    | 2.9（2人）      | 01着 | 1:53.7 (39.5)     | -1.0 | 浜中俊     | 54kg  | （アクティビューティ） |
| 0000.4.3   | 船橋   | マリーンC             | JpnIII   | ダ1600m（不） | 14    | 6     | 10    | 1.7（1人）      | 01着 | 1:39.9 (39.7)     | -0.6 | 浜中俊     | 56kg  | （レッドクラウディア） |
| 0000.5.12  | 東京   | ヴィクトリアマイル    | GI       | 芝1600m（良） | 18    | 8     | 16    | 49.8（14人）    | 17着 | 1:33.4 (34.9)     | -1.0 | 横山典弘   | 55kg  | ヴィルシーナ           |
| 0000.7.3   | 川崎   | スパーキングレディーC | JpnIII   | ダ1600m（良） | 14    | 4     | 5     | 1.4（1人）      | 01着 | 1:40.8 (40.1)     | -0.2 | 浜中俊     | 56kg  | （サマリーズ）         |
| 0000.10.3  | 大井   | レディスプレリュード  | JpnII    | ダ1800m（重） | 13    | 6     | 8     | 1.2（1人）      | 01着 | 1:53.0 (38.8)     | -0.2 | 浜中俊     | 55kg  | （アクティビューティ） |
| 0000.11.4  | 金沢   | JBCレディスクラシック | JpnI     | ダ1500m（不） | 12    | 2     | 2     | 1.0（1人）      | 01着 | 1:33.3 (38.0)     | -0.6 | 浜中俊     | 55kg  | （アクティビューティ） |
| 0000.12.1  | 阪神   | ジャパンCダート       | GI       | ダ1800m（良） | 16    | 2     | 3     | 74.8（13人）    | 10着 | 1:51.4 (37.3)     | 1.0  | 浜中俊     | 55kg  | ベルシャザール         |
| 2014.1.22  | 大井   | TCK女王盃             | JpnIII   | ダ1800m（良） | 11    | 7     | 8     | 1.4（1人）      | 01着 | 1:51.4 (37.3)     | -0.5 | 浜中俊     | 57kg  | （ワイルドフラッパー） |

## 繁殖成績
|       | 馬名               | 生年   | 性    | 毛色   | 父                 | 馬主               | 厩舎                                                             | 戦績                                                                      | 出典  |
| ----- | ------------------ | ------ | ----- | ------ | ------------------ | ------------------ | ---------------------------------------------------------------- | ------------------------------------------------------------------------- | ----- |
| 初仔  | オルトシア         | 2015年 | 牝    | 鹿毛   | ディープインパクト | （株）G1レーシング | 栗東・笹田和秀                                                   | 11戦3勝（引退・繁殖）                                                     | [ 2 ] |
| 2番仔 | ディクテオン       | 2018年 | 牡→騸 | 黒鹿毛 | キングカメハメハ   | （株）G1レーシング | 栗東・藤原英昭 →名古屋・角田輝也 →栗東・吉岡辰弥 →大井・荒山勝徳 | 28戦9勝（現役） 浦和記念、名古屋グランプリ（JpnII）、白山大賞典（JpnIII） | [ 3 ] |
| 3番仔 | ケラウノス         | 2019年 | 牡    | 鹿毛   | ドゥラメンテ       | （株）G1レーシング | 美浦・堀宣行                                                     | 2戦0勝（引退）                                                            | [ 4 ] |
| 4番仔 | アフトクラーティラ | 2020年 | 牝    | 鹿毛   | ロードカナロア     | （株）G1レーシング | 美浦・菊沢隆徳 →美浦・上原佑紀                                   | 14戦1勝（現役）                                                           | [ 5 ] |
| 5番仔 | メードス           | 2021年 | 牡    | 鹿毛   | ダイワメジャー     | （株）G1レーシング | 栗東・上村洋行 →名古屋・角田輝也                                 | 15戦2勝（現役）                                                           | [ 6 ] |
| 6番仔 | メーデイアの2023   | 2023年 | 牡    | 鹿毛   | ルヴァンスレーヴ   |                    |                                                                  | （デビュー前）                                                            | [ 7 ] |

- 2025年4月18日現在

## 血統表
| メーデイアの血統                                       | メーデイアの血統                                  | メーデイアの血統                            | （血統表の出典）                            | （血統表の出典） |
| 父系                                                   | リファール系                                      | リファール系                                | リファール系                                | [ § 2 ]          |
| 父 キングヘイロー 1995 鹿毛                            | 父の父*ダンシングブレーヴ Dancing Brave 1983 鹿毛 | Lyphard                                     | Northern Dancer                             | Northern Dancer  |
| 父 キングヘイロー 1995 鹿毛                            | 父の父*ダンシングブレーヴ Dancing Brave 1983 鹿毛 | Lyphard                                     | Goofed                                      |                  |
| 父 キングヘイロー 1995 鹿毛                            | 父の父*ダンシングブレーヴ Dancing Brave 1983 鹿毛 | Navajo Princess                             | Drone                                       | Drone            |
| 父 キングヘイロー 1995 鹿毛                            | 父の父*ダンシングブレーヴ Dancing Brave 1983 鹿毛 | Navajo Princess                             | Olmec                                       |                  |
| 父 キングヘイロー 1995 鹿毛                            | 父の母*グッバイヘイロー Goodbye Halo 1985 栗毛    | Halo                                        | Hail to Reason                              | Hail to Reason   |
| 父 キングヘイロー 1995 鹿毛                            | 父の母*グッバイヘイロー Goodbye Halo 1985 栗毛    | Halo                                        | Cosmah                                      |                  |
| 父 キングヘイロー 1995 鹿毛                            | 父の母*グッバイヘイロー Goodbye Halo 1985 栗毛    | Pound Foolish                               | Sir Ivor                                    | Sir Ivor         |
| 父 キングヘイロー 1995 鹿毛                            | 父の母*グッバイヘイロー Goodbye Halo 1985 栗毛    | Pound Foolish                               | Squander                                    |                  |
| 母 *ウィッチフルシンキング Witchful Thinking 1994 鹿毛 | 母の父Lord Avie 1978 鹿毛                         | Lord Gaylord                                | Sir Gaylord                                 | Sir Gaylord      |
| 母 *ウィッチフルシンキング Witchful Thinking 1994 鹿毛 | 母の父Lord Avie 1978 鹿毛                         | Lord Gaylord                                | Miss Glamour Gal                            |                  |
| 母 *ウィッチフルシンキング Witchful Thinking 1994 鹿毛 | 母の父Lord Avie 1978 鹿毛                         | Avie                                        | Gallant Man                                 | Gallant Man      |
| 母 *ウィッチフルシンキング Witchful Thinking 1994 鹿毛 | 母の父Lord Avie 1978 鹿毛                         | Avie                                        | Evilone                                     |                  |
| 母 *ウィッチフルシンキング Witchful Thinking 1994 鹿毛 | 母の母Halloween Joy 1987 鹿毛                     | Exuberant                                   | What a Pleasure                             | What a Pleasure  |
| 母 *ウィッチフルシンキング Witchful Thinking 1994 鹿毛 | 母の母Halloween Joy 1987 鹿毛                     | Exuberant                                   | Out in the Cold                             |                  |
| 母 *ウィッチフルシンキング Witchful Thinking 1994 鹿毛 | 母の母Halloween Joy 1987 鹿毛                     | Halloween                                   | Wardlaw                                     | Wardlaw          |
| 母 *ウィッチフルシンキング Witchful Thinking 1994 鹿毛 | 母の母Halloween Joy 1987 鹿毛                     | Halloween                                   | Ask for the Moon                            |                  |
| 母系(F-No.)                                            | 2号族(FN:2-b)                                     | 2号族(FN:2-b)                               | 2号族(FN:2-b)                               | [ § 3 ]          |
| 5代内の近親交配                                        | Sir Gaylord 12.50% 5x5x4、Turn-to 6.25% 5x5       | Sir Gaylord 12.50% 5x5x4、Turn-to 6.25% 5x5 | Sir Gaylord 12.50% 5x5x4、Turn-to 6.25% 5x5 | [ § 4 ]          |
| 出典                                                   | 1. 2. 3. 4.                                       | 1. 2. 3. 4.                                 | 1. 2. 3. 4.                                 | 1. 2. 3. 4.      |

- 半姉に福島牝馬ステークス勝ちのロフティーエイム（父：サンデーサイレンス）がおり、その孫に2021年ユニコーンステークス勝ち馬のスマッシャーがいる。
- 姪に2018年札幌記念など重賞3勝のサングレーザーがいる。